# Zachria oblonga
Zachria oblonga là một loài nhện trong họ Sparassidae.
Loài này thuộc chi Zachria. Zachria oblonga được Ludwig Carl Christian Koch miêu tả năm 1875.